# Zmetek

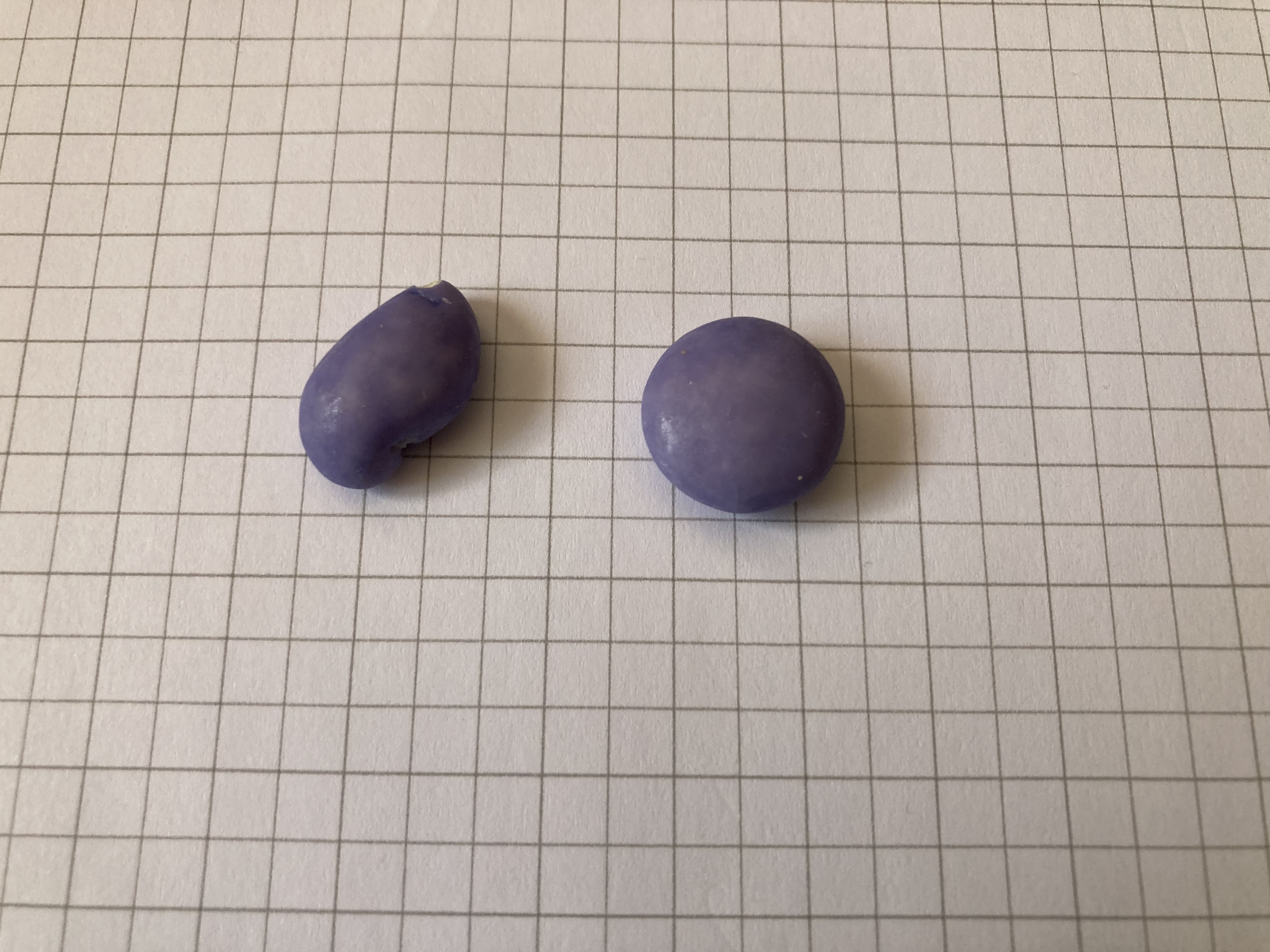
Zmetkovitá lentilka a lentilka normálního tvaru.

Zmetek je víceznačné slovo, obecně používané pro fenomén něčeho nehotového, nepovedeného, nebo dokonce odpad. Původně označuje potracený plod hospodářských zvířat - od zmetání (potrat).
Ve výrobě je tímto pojmem označován vadný výrobek, který nesplňuje kvalitativní požadavky výrobce. Zmetky lze dělit na opravitelné a neopravitelné, zvyšují náklady výrobce a jsou tudíž pro výrobce nežádoucí. Za druhé světové války byly v továrnách na územích obsazených německou armádou zmetky někdy záměrně vyráběny (jako forma odbojové činnosti), aby bylo sabotováno německé válečné úsilí.
Výraz zmetek je také používán jako pejorativní označení člověka, který se projevuje společensky nežádoucím chováním.